# سیارک ۳۴۰۵
سیارک ۳۴۰۵ (به انگلیسی: 3405 Daiwensai، نامگذاری:1964UQ) سه هزار و چهارصد و پنجمین سیارک کشف شده‌است که در ۳۰ اکتبر ۱۹۶۴ کشف شد.
قدر مطلق سیارک برابر ۱۲٫۲۰ است.